# جائزة ماليزيا الكبرى للدراجات النارية 2008
جائزة ماليزيا الكبرى للدراجات النارية 2008 هو سباق دراجات نارية أقيم بتاريخ 19 أكتوبر 2008 في حلبة سيبانغ الدولية. كان الجولة السابعة عشر من أصل 18 في سباق الجائزة الكبرى للدراجات النارية موسم 2008. فاز الإيطالي فالنتينو روسي بفئة الموتو جي بي بينما جاء الإسباني داني بيدروسا في المركز الثاني.

## وصلات خارجية
- الموقع الرسمي